# 정보처리이론
정보처리이론은 인간의 인지과정을 컴퓨터의 정보처리 과정과 비교한 이론이다.
정보처리 이론(Information processing theory) 또는 정보처리 모델(Information Processor Model)은 1980년대를 전후해서 발달심리학, 인지심리학 분야에서 다루기 시작한 학습이론의 모델중 하나이다. 생리심리학과도 밀접하게 관련있다.

## 개요
정보처리이론은 컴퓨터 용어 하드웨어, 소프트웨어를 사용해서 인간의 인지과정과 컴퓨터의 정보처리 과정을 비교하고 있다. 이 이론에 의하면, 뇌와 신경계를 하드웨어, 문제 해결을 위한 계획이나 책략 등을 소프트웨어로 볼 수 있다.

## 정보처리
컴퓨터의 정보처리 과정인 '입력장치-연산 장치 및 기억장치-출력장치'의 일련의 과정과 인간의  인지능력 및 학습능력을 연관지어 이해하려는 이론으로 출발하였다.

## 과정
1. 부호화(encoding): 정보를 나중에 필요할 때에 잘 기억해낼 수 있는 형태로 기록하는 과정
2. 저장(storage): 정보를 기억 속에 쌓아두는 과정
- 감각기억: 우리가 보고, 듣고, 냄새맡고, 맛보고, 만지는 것 등의 감각을 통해 들어오는 모든 것을 기억하는 것
- 단기기억: 정보를 조직하는 일시적 단계로서 이때의 정보가 반드시 뇌의 저장영역에 전달되는 것은 아님
- 장기기억: 정보를 저장하는 큰 용량을 가짐, 오랜 시간 동안 정보를 보유할 수 있음

3. 인출(retrieval): 저장된 정보를 필요한 때에 꺼내는 과정

## 기억의 발달
- 기억용량의 증가: 정보를 저장할 수 있는 공간이 증가한다는 것
- 기억전략의 발달: 기억전략은 정보를 장기기억 속에 저장하고 그 정보가 필요할 때 인출이 용이하도록 해주는 의도적인 활동, 아동기가 되면 크게 발달
- 상위기억의 발달: 상위기억은 기억과 기억과정에 대한 지식을 말함
- 지식기반의 확대

## 인공지능
한편 이러한 정보처리이론은 약한 인공지능인 전문가 시스템이 실생활에서 대중화됨에 따라  인공지능(AI)과의 상호 영향을 주는 컴퓨터공학과의 인접학문으로서 심리학의 새로운 접근이 이루어지고있다.

## 같이 보기
- 사회문화이론